# 425 Park Avenue
425 Park Avenue es un rascacielos actualmente en construcción en Manhattan, Nueva York, diseñado por el estudio arquitectónico Foster + Partners. Su construcción se inició en 2016 y se espera que esté completado en 2020.

## Historia

### Edificio original
El edificio que anteriormante ocupaba el sitio, de 118 metros y 32 pisos, fue diseñado por Kahn & Jacobs. De estilo moderno, reemplazó una hilera de dieciséis casas adosadas de cuatro pisos construidas por Robert Goelet en 1871. La construcción del edificio comenzó en 1954, en terrenos arrendados de la finca Robert Walton Goelet, que murió en 1941. En el momento de la construcción, era uno de los edificios más altos que utilizaba las conexiones atornilladas. Fue inaugurado en 1957 con National Biscuit Company, Kaye Scholer y Chemical Corn Exchange Bank como inquilinos principales.

### Zonificación
425 Park Avenue está ubicado en la parte este del centro de Manhattan. El área, que generalmente se extiende desde la calle 39 hasta la calle 57, y desde la Tercera Avenida hasta la Avenida Madison, es uno de los principales distritos de negocios de Manhattan, con más de 400 edificios de oficinas.
En el momento del planeamiento de la reurbanización, las leyes de zonificación que regían los desarrollos en el área eran de 1961. Estas leyes restringieron el tamaño de los edificios en función de la relación de superficie (FAR por sus siglas en inglés), no las alturas. Hasta 300 edificios de oficinas en el área fueron construidos antes de 1961 con una antigüedad promedio de 73 años. El stock de edificios más antiguos hizo que el área se volviera menos competitiva en el mercado moderno del espacio de oficinas debido al techo bajo y menos espacio en el piso abierto por la obstrucción de muchas columnas en esos edificios. La zonificación de 1961 fue más restrictiva que las reglas anteriores con un bajo FAR permitido para que el área fuera menos densa. Muchos de esos edificios de oficinas anteriores a 1961 se consideraron sobreconstruidos, ya que las cantidades del área del piso excedieron las cantidades permitidas por la zonificación de 1961, pero quedaron exentos. Si los propietarios de esos edificios hubieran demolido un edificio existente para construir uno nuevo en el sitio, el nuevo edificio tendría menos espacio en el piso que el original.

El edificio original, fotografiado en 1957.

La situación no fue diferente para 425 Park Avenue. Sin la remodelación, el edificio solo podría generar ingresos de aproximadamente $50 a $70 por pie cuadrado. Con un edificio más moderno, los ingresos podrían aumentarse a más de 100 dólares por pie cuadrado. Esto fue un obstáculo importante para su reconstrucción, sin embargo, hubo una excepción a las reglas de zonificación de 1961. Si una reurbanización de un edificio anterior a 1961 pudiera retener al menos el 25% de su estructura original, se le permitiría al nuevo edificio tener hasta los pies cuadrados originales. Esta fue una opción por la que optó L&L.

### Diseño
Con la incertidumbre de si la propuesta de rezonificación de East Midtown podría aprobarse a tiempo para que la construcción comenzara en 2016, L&L siguió adelante con la suposición de diseño de que el nuevo edificio mantendría el 25% de su estructura anterior para mantener el piso total área de 670,000 pies cuadrados. L&L solicitó ofertas de 11 estudios de arquitectura, que finalmente se redujeron a cuatro propuestas finales, de Zaha Hadid Architects, Rogers Stirk Harbour + Partners, OMA y Foster + Partners. El diseño finalmente elegido fue el de Foster + Partners.

### Construcción
En abril de 2018, el edificio había alcanzado la mitad de su altura máxima. La instalación de la fachada comenzó en junio de 2018, cuando le faltaban 22 pisos para ser completado. El edificio fue coronado el 4 de diciembre de 2018, en una ceremonia a la que asistió el arquitecto principal Norman Foster.